# Cmentarz wojenny w Darownym
Cmentarz wojenny w Darownym – cmentarz z okresu I wojny światowej znajdujący się w powiecie opolskim, w gminie Opole Lubelskie. 
Cmentarz usytuowany jest na północny wschód od wsi, obok leśnej drogi, kiedyś na skraju lasu. Ma kształt prostokąta o powierzchni około 700 m² o wymiarach około 28 na 25 m. Teren cmentarza otoczony jest rowem przed którym znajduje się drewniane ogrodzenie z wejściem od strony leśnej drogi. Znajduje się na nim 3 mogiły zbiorowe ułożone w kształcie U. Centralna mogiła ma wymiary około 10 na 4 metry, a boczne 8 na 4 metry. Wewnątrz znajduje się 14 mogił pojedynczych, obecnie z brzozowymi krzyżami. Na środku cmentarza znajduje się duży głaz narzutowy bez napisów. Z okresu współczesnego pochodzi granitowy pomnik, w postaci trzech płyt granitu. Na środkowej wyrzeźbiono krzyż, a na bocznych inskrypcje, na jednej w języku polskim, a na drugim w niemieckim: "Pamięci spoczywających tu żołnierzy różnych narodowości walczących w armii austro-węgierskiej i rosyjskiej poległych w 1914 roku" Regionalna Dyrekcja Lasów Państwowych w Lublinie oraz Austriacki czarny Krzyż
Na cmentarzu pochowano:
- kilkudziesięciu żołnierzy austro-węgierskich, poległych w 27 sierpnia 1914 roku w czasie ataku na pozycje rosyjskie
- kilkudziesięciu żołnierzy rosyjskich poległych w tym samym czasie.